# Oud-Egyptische literatuur

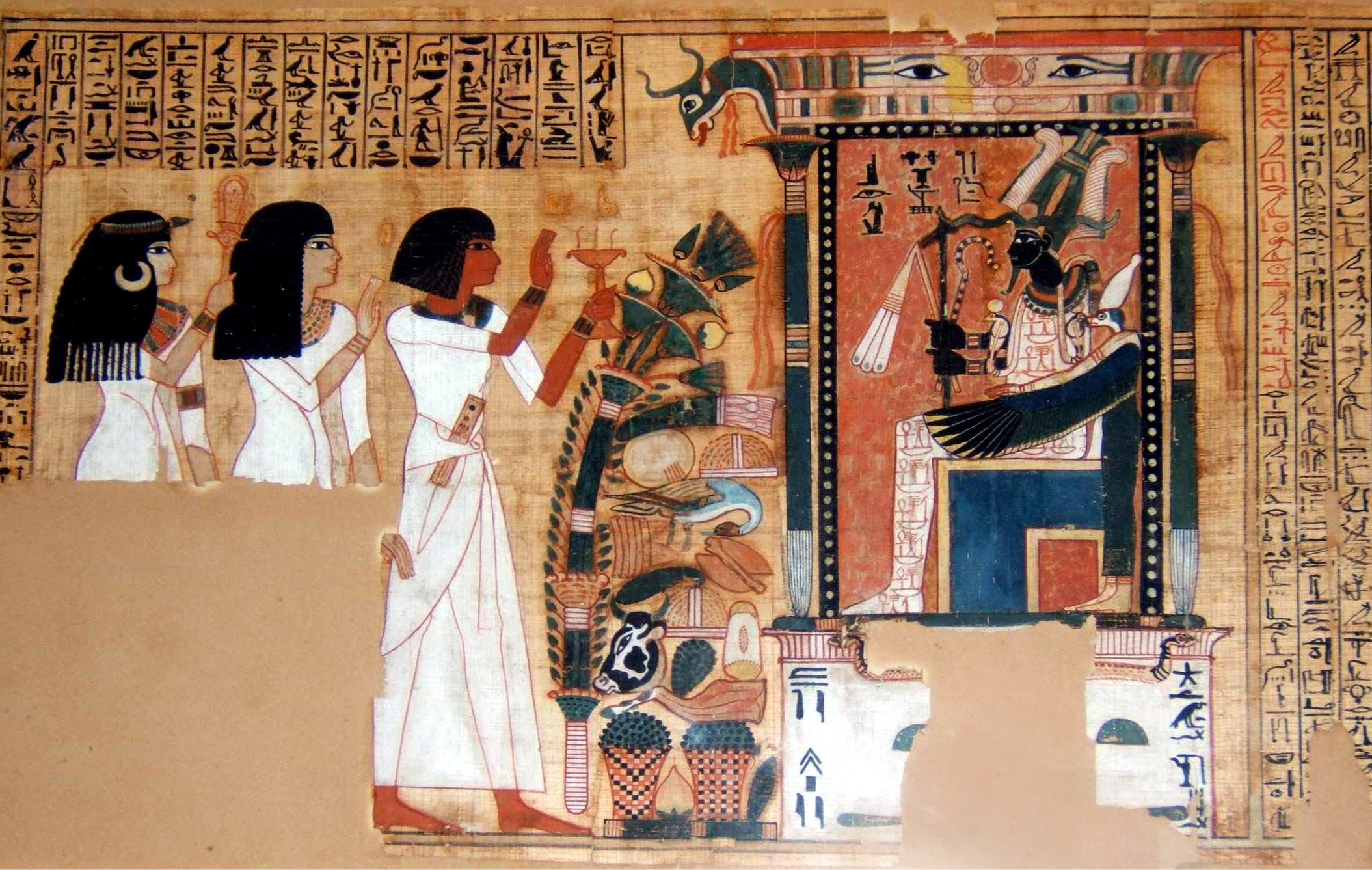
Papyrus van Ani

De oud-Egyptische literatuur bestaat uit een mix van teksten gevonden op muren van tempels, stèles, overleveringen, papyrri en ostraca. 

## Tijdsperiode van de literatuur
De literatuur vangt breed aan vanaf het Middenrijk tot aan de Late Periode. Dit betekent niet dat er geen geschreven teksten bestaan uit het Oude Rijk maar de grens wordt meestal gesteld bij het Middenrijk omdat er in deze tijd ook volksverhalen overgeleverd zijn. Het omvat een groot aantal documenten geschreven op papyrus gevonden in tempels en in beerputten van oude steden. Nauw betrokken hierbij is de papyrologie.

## Soorten teksten
Hieronder volgt een opsomming allerlei genres uit de Egyptische literatuur.
- Administratieve teksten
- Funeraire teksten
- Instructies
- Medische teksten
- Religieuze teksten
- Verhalen en overleveringen
- Wiskundige teksten

Architectuur · Beeldhouwkunst · Literatuur · Muziek · Schilderkunst